# Spartak (1960.)
Spartak (eng. Spartacus) je povijesni spektakl Stanleyja Kubricka iz 1960. temeljen na istoimenom romanu Howarda Fasta o Spartakovu životu i Trećem robovskom ratu. U glavnim ulogama nastupili su Kirk Douglas kao pobunjeni rob Spartak i Laurence Olivier kao njegov smrtni neprijatelj, rimski general i političar Marko Licinije Kras. U ostalim ulogama pojavili su se Peter Ustinov kao trgovac robovima Lentul Batiata (koji je za tu ulogu osvojio Oscara za najboljeg sporednog glumca), John Gavin (kao Julije Cezar), Jean Simmons, Charles Laughton, Herbert Lom, Woody Strode, Tony Curtis, John Dall i Charles McGraw.

## Radnja
Film počinje u robovskim rudnicima u rimskoj provinciji Libiji. Spartak (Kirk Douglas), snažni Tračanin, pomaže starijem čovjeku koji je pao. Rimski vojnik kaže Spartaku da se vrati poslu, na što ga ovaj napada i ugrize za gležanj, i to u Ahilovu tetivu. Spartak je zbog toga privezan i osuđen na smrt gladovanjem. Lentul Batiata (Peter Ustinov), impresario gladijatorskih borbi, stiže tražeći nove kandidate za gladijatore. S gađenjem pregleda nekoliko robova i konačno se odlučuje za Spartaka, prepoznavši u njemu neslomljeni duh. Baitata otplovi za Capuu, gdje je smješten njegov kamp za obuku.
Nakon nekoliko scena koje prikazuju gladijatorsku obuku i život u školi, Kras (Laurence Olivier) stiže s nekoliko pratilaca, želeči se zabaviti gledajući par gladijatora u borbi do smrti. Odabran je Spartak, koji biva poražen, ali pobjednik (Woody Strode) ga odbija ubiti, bacivši svoj trozubac u povišenu ložu s promatračima, i napavši Rimljane. Kras ubrzo svladava roba i sprema se na odlazak. Dok odlazi, kupuje lijepu robinju Variniju, koju je Baitata namijenio Spartaku. Spartak i Varinija su se zaljubili, a u očaju zbog gubitka, on podiže ustanak. Gladijatori zauzimaju Capuu i sve okruge oko nje. Mnogi lokalni robovi se pridružuju pobunjenicima. U rimskom Senatu, plebejski senator Sempronije Grakho (Charles Laughton) lukavo izmanipulira Krasova štićenika i prijatelja Marka Glabra (John Dall) i natjera ga da zauzme Rimski garnizon kako bi srušio pobunu, ostavljajući slobodan put za Grakhova saveznika, Julija Cezara (John Gavin) da preuzme kontrolu nad gradom. U međuvremenu, Kras kupuje novog roba, Antonina (Tony Curtis), bivšeg dječjeg učitelja sa Sicilije i pokuša ga zavesti. Antonin ubrzo pobjegne i pridruži se Spartaku.
Spartak pregledava neke nove novake, zadužujući ih za razne pozicije ovisno o njihovim vještinama. Antonin, koji je među njima, predstavlja se kao pjesnik i iluzionist. Kasnije zabavlja robovsku vojsku, ali je odlučan postati vojnikom, neizravno komentirajući vezu između politike i umjetnosti. Spartak se nalazi s Varinijom, koja je pobjegla od debelog Batiata: potrčao je za njom, ali je bio predebeo da bi je uhvatio. Nakon što je uništio Rimski garnizon, Spartak otkriva svoj plan o bijegu preko mora, na brodovima cicilijanskih gusara, kojima bi mogao platiti od blaga koje su robovi nagomilali pljačkom.
Rim uporno šalje vojsku kako bi ugušio pobunu, ali Spartak ih sve poražava. Kras daje ostavku u Senatu, navodno kako bi dijelio sramotu svog prijatelja Glabra. Međutim, Grakho posumnja da on čeka da situacija postane tako očajna da će ga senatori učiniti diktatorom, neutralizirajući na taj način Grakhovu rivalsku plebejsku stranku. Grakho, u vlastitom interesu, počinje pomagati robovima kako bi uskratio Krasu njegovu priliku. Cezar izdaje Grakha, a Kras poseže duboko u svoj džep kako bi upropastio plan.
Nakon što bivši robovi dolaze do obale, shvaćaju da je Cicilijance potkupio Kras. Cicilijanski poslanik (Herbert Lom) ponudi prijevoz Spartaku, kojem se obraća s "Generale", zajedno s trudnom Varinijom i njegovim višim časnicima, do Azije gdje bi "živjeli kao kraljevi". Pošteni Tračanin, međutim, ne želi napustiti svoju vojsku. Nakon toga se nađe u zamci triju rimskih vojski (Pompejeve u Kalabriji, Lucullusove u Brindisiju i Rimskog garnizona). Rimsko prestrojavanje natjeralo je Spartaka u poziciju gdje mu je jedina šansa da se probije kroz Rim, strategija koja ima malo šanse za uspješan završetak. U međuvremenu, Senat daje Krasu sve ovlasti koje je tražio. Batiatu je angažirao Kras kako bi mu pomogao identificirati Spartaka nakon njegova očekivanog zarobljivanja, a u zamjenu mu je obećano pravo na trgovinu Spartakovim robovima.
Konačna bitka završava porazom robovske vojske i mnogim zarobljenicima, uključujući Spartaka. Kras obećava zarobljenicima da neće biti kažnjeni ako identificiraju Spartaka ili njegovo tijelo. Robovi se dižu jedan po jedan i tvrde da su oni Spartak ("Ja sam Spartak!"). Kras ih sve osuđuje na raspeće po Apijskom putu, od bojišta do vrata Rima. Antonina i Spartaka ostavlja kao posljednje, prepoznavši lice i ime potonjeg s posjeta Capui.
U međuvremenu, Batiata shvaća da zbog Krasove osvete neće biti ništa od njegove planirane aukcije preživjelih robova. Varinija je odvedena u Krasov dom, gdje je on neuspješno zaprosi. U svojem posljednjem činu prije počinjenja samoubojstva, osramoćeni Grakho velikodušno ponudi Batiati da ukrade Variniju od Krasa, zatim zatraži slobodu za nju i njezina sina, osobno napisavši oslobađajući dokument za njih. U međuvremenu, Kras naređuje Spartaku i Antoninu da se obračunaju do smrti, nestrpljiv da pričeka slavlja sljedeći dan u kojem bi se dvojac trebao obračunati, te objavljuje da će pobjednik biti razapet. I jedan i drugi pokušaju ubiti drugoga, kako bi poštedjeli onog drugog spore smrti u agoniji na križu. Spartak pobjeđuje i sutradan je raspet pokraj zidina Rima. Kras priznaje Cezaru da se sada i po prvi put "boji" Spartaka, koji je postao mučenik.
Baitata i Varinija odlaze u Galiju i putem ugledaju Spartaka kako visi na posljednjem križu, ali ne još mrtvog. Varinija pokazuje Spartaku njihova novorođenog sina i zaklinje mu se da će odrasti kao slobodan čovjek. Spartakova glava klone naprijed, a Varinija se vraća na kola i odlazi.

## Produkcija
Produkciju Spartaka dijelom je potaknuo Kirk Douglas nakon što nije uspio dobiti naslovnu u ulogu u Ben-Huru Williama Wylera. Douglas je radio prije s Wylerom na Detektivskoj priči i duboko se razočarao kad je ovaj odabrao Charltona Hestona. Ne želeći se pojaviti poražen, odlučio je zasjeniti Wylera i snimiti vlastiti spektakl, Spartak.

### Scenarij
Howard Fast je originalno angažiran kako bi adaptirao vlastiti roman, ali se nije snašao radeći na formatu scenarija pa je zamijenjen Daltonom Trumbom, koji je radio pod pseudonimom "Sam Jackson" jer se tijekom antikomunističke kampanje našao na crnoj listi. Govorilo se kako je Trumbova adaptacija Fastova romana, kao i sam roman, prezentirana kao rani oblik komunizma. Snimanje je bilo teško zbog Kubrickovih i Trumbovih sukobljenih vizija: Kubrick, u to vrijeme mladi redatelj, nije imao stupanj kontrole kakav će imati na svojim kasnijim filmovima, a konačni produkt je više rezultat Trumbova optimističkog scenarija nego Kubrickova prepoznatljivog cinizma; Kubrick je prigovorio da lik Spartaka nema mana ni nedostataka.
Kad se Trumbovo ime pojavilo na uvodnoj špici, uništena je holivudska crna lista.

### Snimanje
Spartaka je trebao režirati Anthony Mann. Međutim, dva tjedna nakon početka snimanja, studio je otpustio Manna jer nije imao dovoljno liderskih osobina, a angažiran je Stanley Kubrick. Do tada, Kubrick je već režirao četiri svoja dugometražna filma, od kojih su dva bila velike holivudske produkcije. Unatoč tome, Spartak je do tada bio Kubrickov najveći projekt, s budžetom od 12 milijuna dolara i 10 500 glumaca, impresivno dostignuće za tako mladog redatelja (iako mu ugovor nije davao potpunu kontrolu nad snimanjem).
Osobne scene snimljene su u Hollywoodu, ali je Kubrick inzistirao da sve scene bitke budu snimljene na golemoj nizini kod Madrida. Osam tisuća treniranih španjolskih vojnika iz španjolske pješadije korišteno je za prikaz rimske vojske. Kubrick je režirao scenu s vrha specijalno izgrađenih tornjeva. No, morao je izrezati sve osim jedne krvave scene bitke, zbog negativnih reakcija publike na probnom prikazivanju.

### Glumci

#### Glavne uloge
- Kirk Douglas kao Spartak. Spartak je Tračanin rob koji radi u Libiji. Kupuje ga Lentul Batiata i obučava za gladijatora.
- Laurence Olivier kao Kras. Kras je patricij koji opsesivno voli grad Rim. Natječe se za moć u rimskom Senatu te nema visoko mišljenje o Spartakovu ustanku. Mnogi smatraju sir Laurencea Oliviera, dobitnika Oscara, najboljim klasičnim glumcem 20. stoljeća. Olivier je, kad mu je prišao Douglas (koji ga je znao jer su radili zajedno na filmu Đavolji učenik), predložio da on odigra Spartaka, na što se Douglas ozlojedio. No, Olivier je ipak prihvatio sporednu ulogu i drugi najveći honorar.
- Jean Simmons kao Varinija. Varinija je robinja koja radi za Batiata. Zaljubljuje se u Spartaka i na kraju mu postaje žena. Simmons je glumila u mnogim poznatim britanskim filmovima (Velika očekivanja, Crni narcis, u Olivierovu Hamletu), te se uspješno preselila u Hollywood. Ovo je bila jedna od njenih brojnih glavnih uloga.
- Charles Laughton kao Grakho. Grakho je posvećeni rimski senator čiji je jedini pravi protivnik Kras. Karijera oskarovca Laughtona životarila je od kraja tridesetih. Ovo je bila jedna od njegovih posljednjih većih uloga, prije svoje smrti 1962.
- Peter Ustinov kao Batiata. Lentul Batiata je snalažljivi, manipulativni trgovac robljem, koji kupuje Spartaka što mu se na kraju osvećuje. Peter Ustinov osvojio je svog prvog Oscara za ovu ulogu. Njegova uloga je bila jedina iz Kubrickovih filmova koja je osvojila Oscara.
- John Gavin kao Julije Cezar. Cezar je mladi, ambiciozni Grakhov štićenik, koji želi preuzeti zapovijedanje Rimskim garnizonom tijekom Spartakova ustanka. Gavin je danas najpoznatiji po ulozi ljubavnika Marion Crane u Psihu Alfreda Hitchcocka. Kasnije će postati američki veleposlanik u Meksiku.

#### Sporedne uloge
- Nina Foch kao Helena Glabro. Helena je lukava i manipulativna sestra Marka Publija Glabra. Foch je slavu stekla u drugom spektaklu, Deset zapovijedi Cecila B. DeMillea.
- John Ireland kao Krikso. Krikso je jedan od najodanijih Spartakovih pomoćnika koji mu služi sve do pogibije u posljednjoj bitci. Ireland je obično igrao sporedne uloge kao što je ona u Spartaku; nastupao je u brojnim sporednim ulogama u holivudskim spektaklima i vesternima, ali i u većim ulogama u talijanskim špageti-vesternima.
- Herbert Lom kao Tigran Levantus, cicilijanski gusar koji je prisiljen izdati Spartaka. Herbert Lom je bio Čeh koji se preselio u Hollywood, a najveću slavu je stekao kao inspektor Dreyfuss u serijalu Blakea Edwardsa, Pink Panther.
- John Dall kao Marko Publije Glabro. Glabro je naivni Krasov štićenik koji nesmotreno upada u Grakhovu zamku. Dall je bio američki glumac koji je najviše radio u kazalištu. Najslavnija uloga mu je ona Brandona Shawa, jednog od dvojice ubojica u filmu Alfreda Hitchcocka, Uže.
- Charles McGraw kao Marcel. Marcel je grubi i okrutni gladijatorski trener u školi Lentulija Baitate, koji posebno Spartaka uzima na zub. McGraw je poznat po ulogama grubijana kao u Spartaku.
- Tony Curtis kao Antonin. Antonin je mladi rob koji napušta svog gospodara, Krasa, i pridružuje se Spartaku. Na kraju filma, Spartak i Antonin su prisiljeni boriti se do smrti u gladijatorskom obračunu. Curtis je prije ovog filma postigao veliki uspjeh ulogom u filmu Billyja Wildera, Neki to vole vruće, a Douglas ga je želio u filmu kako bi imao "zvučniju postavu".

## Nagrade i nominacije

### Oscari
| Nagrada                  | Osoba                                                        |
| ------------------------ | ------------------------------------------------------------ |
| Najbolji sporedni glumac | Peter Ustinov                                                |
| Najbolja scenografija    | Alexander Golitzen Eric Orbom Russell A. Gausman Julia Heron |
| Najbolja fotografija     | Russell Metty                                                |
| Najbolji dizajn kostima  | Valles Bill Thomas                                           |
| Nominacije:              |                                                              |
| Najbolja montaža         | Robert Lawrence                                              |
| Najbolja glazba          | Alex North                                                   |

## Vanjske poveznice
- Spartak u internetskoj bazi filmova IMDb-a
- Spartak na Rotten Tomatoes
- Anegdota s prikazivanja filma predsjedniku Kennedyju
- Criterion Collection essay by Stephen Farber  Arhivirana inačica izvorne stranice od 13. veljače 2008. (Wayback Machine)